# Сворак Степан Дмитрович
Степан Дмитрович Сворак (10 серпня 1959, 64 роки, м. Тисмениця Івано-Франківської області) — український правознавець, історик права, професор кафедри теорії та історії держави і права Навчально-наукового Юридичного інституту ДВНЗ «Прикарпатський національний університет імені Василя Стефаника». Доктор юридичних наук. Доктор історичних наук. Доктор філософії Українського Вільного Університету в Мюнхені. Академік Української академії політичних наук. Член-кореспондент Академії інженерних наук України. Міський голова м.Тисмениця.

## Життєпис
Навчання —  у 1981 році закінчив історико-педагогічний факультет Івано-Франківського державного педагогічного інституту імені Василя Стефаника.
З 1981 року по 1985 рік працював у Тисменицькій середній школі вчителем історії.
З 1986 року по 1996 рік —  асистент та доцент кафедри історії України Прикарпатського університету імені Василя Стефаника.
З 1997 року по 1999 рік — докторант кафедри історії України Національного педагогічного університету імені М. П. Драгоманова.
З 2000 року по 2002 рік —  завідувач кафедри політології Прикарпатського національного університету імені Василя Стефаника.
З 2002 року по 2005 рік —  заступник начальника Прикарпатської філії Національної академії внутрішніх справ України.
З 2005 року по 2009 рік — начальник Прикарпатського юридичного інституту — проректор Львівського державного університету внутрішніх справ.
08.10.2010 року  призначений начальником Інституту заочного та дистанційного навчання Харківського національного університету внутрішніх справ України.
17.01.2011 року — призначений начальником навчально-наукового інституту підготовки фахівців кримінальної міліції, а з 16.07.2011 року — начальником факультету підготовки фахівців міліції громадської безпеки Харківського національного університету внутрішніх справ України.
03.11.2014 року — обраний за конкурсом професором кафедри теорії та історії держави і права Юридичного інституту ДВНЗ «Прикарпатський національний університет імені Василя Стефаника».
З 08.11.2015 року — міський голова міста Тисмениця.

## Наукові здобутки
Кандидатська дисертація
12.00.01 теорія та історія держави і права;історія політичних та правових вчень «Ґенеза та трансформація органів державної влади Київської Русі», 8 квітня 2011 року, науковий керівник:  доктор історичних наук, професор Андрусишин Богдан Іванович, Національний педагогічний університет імені М. П. Драгоманова, директор Інституту політології та права
Докторські дисертації
- 07.00.01 історія України «Загальноосвітня школа західноукраїнського регіону у контексті суспільно-політичного життя України 1944-1964 рр.», 26 листопада 1999 року, науковий консультант — доктор історичних наук, професор Кузьминець Олександр Васильович.
- 12.00.01 теорія та історія держави і права;історія політичних та правових вчень, «Народовладдя у державно-правових ученнях України XIX— XX століть», 29 червня 2016 року, консультант — доктор юридичних наук, професор, Гавриленко Олександр Анатолійович, Харківський національний університет імені В. Н. Каразіна, професор кафедри міжнародного права факультету міжнародних економічних відносин та туристичного бізнесу.

## Звання і нагороди
Вчене звання — професор кафедри політології ДВНЗ «Прикарпатський національний університет імені Василя Стефаника» 2001 р.
Членство в спецрадах
- Д 64.700.02 Харківський національний університет внутрішніх справ;
- К 20.051.01 ДВНЗ «Прикарпатський національний університет імені Василя Стефаника».

Членство в академіях – академік Української академії політичних наук, член-кореспондент інженерної академії України
Нагороджений: орденом Святого Апостола Андрія Первозванного І ступеня; орденом Архистратига Михаїла; Почесним знаком Української Секції Міжнародної Поліцейської Асоціації «За мужність та професіоналізм» І–ІІІ ступеня; знаком «Кримінально-виконавча служба»; нагрудним знаком «За відзнаку в службі» ІІ ступеня; відзнакою МВС України «Почесний знак МВС України»; відзнакою МВС України «Закон і честь»; відзнакою МВС України «За розвиток науки, техніки та освіти» ІІ ступеня; відзнакою ГУМВС України в Полтавській області «Знак Пошани»; відзнакою МВС України «За сприяння в охороні громадського порядку»; пам’ятною відзнакою МВС України – медаллю «15 років МВС України»; відомчою заохочувальною відзнакою – медаллю «10 років сумлінної служби»

## Список наукових праць
Науковий доробок: 130 наукових праць, з яких — 5 монографій, 19 посібників, 70 статей тощо.
- Сворак С. Д. Політико-правова думка України ХІХ–ХХ століть про народовладдя : монографія / С. Д. Сворак. – Івано-Франківськ : Видавництво Прикарпатського національного університету імені Василя Стефаника, 2015. – 376 с.
- Сворак С. Д. Трансформація поняття «вольності» у політико-правових традиціях Київської Русі / С. Д. Сворак // Вісник Харківського національного університету внутрішніх справ. – Харків, 2011. – № 2 (53). – С. 88–94.
- Сворак С. Д. Іван Макух – державний секретар внутрішніх справ ЗУНР / С. Д. Сворак, Д. Д. Футулуйчук // Вісник Харківського національного університету внутрішніх справ. – Харків, 2011. – № 4 (55). – С. 72–76.
- Сворак С. Д. Проблеми демократії та народовладдя в теорії українського націоналізму (Д. Донцов) / С. Д. Сворак // Митна справа : Науково-аналітичний журнал з питань митної справи та зовнішньоекономічної діяльності. – Ч. 2, кн. 1. – 2012. – № 5 (380). – С. 68–73.
- Сворак С. Д. Концепція народовладдя у політичній ідеології соціалізму М. Грушевського / С. Д. Сворак // Вісник ЛДУВС ім. Е. О. Дідоренка. – Луганськ, 2012. – № 4. – С. 272–280.
- Сворак С. Д. Народовладдя у контексті державної регіональної політики України / С. Д. Сворак // Науковий вісник Дніпропетровського державного університету внутрішніх справ. – Дніпропетровськ, 2012. – № 3. – С. 62–69.
- Сворак С. Д. Генеза народовладних інститутів Київської Русі (ІХ–Х ст.) / С. Д. Сворак // Право і безпека : науковий журнал. – Харків, 2012. – № 3 (45). – С. 66–69.
- Сворак С. Д. Народовладдя в Україні у державно-політичних концепціях ХІХ ст.: філософсько-правовий аспект / С. Д. Сворак // Право і безпека : науковий журнал. – Харків, 2012. – № 4 (46). – С. 26–30.
- Сворак С. Д. Інститут народовладдя в державно-політичних концепціях В. Липинського / С. Д. Сворак // Наука і правоохорона. – Київ, 2012. – № 3 (17). – С. 259–263.
- Сворак С. Д. Ідеї народовладдя у державницькій концепції Симона Петлюри / С. Д. Сворак // Право і суспільство : науковий журнал. – Дніпропетровськ, 2012. – № 4. – С. 8–12.
- Сворак С. Д. Інститут народовладдя у державно-правовому дискурсі / С. Д. Сворак // Вісник Харківського національного університету внутрішніх справ. – Харків, 2012. – № 3(58). – С. 35–43.
- Сворак С. Д. Народовладні інститути у державно-правових поглядах декабристів / С. Д. Сворак // Вісник Харківського національного університету внутрішніх справ. – Харків, 2012. – № 4 (59). – С. 73–82.
- Сворак С. Д. Народовладдя Галицько-Волинської держави у наукових поглядах вітчизняних дослідників ХІХ ст. / С. Д. Сворак // Форум права. – 2012. – № 4. – С. 792–798 [Електронний ресурс]. – Режим доступу : http://archive.nbuv.gov.ua/e-journals/FP/2012-4/12ccdvdc/pdf.
- Сворак С. Д. Народовладний концепт Литовсько-Руської держави у державно-правових поглядах дослідників ХІХ–ХХ ст. / С. Д. Сворак // Вісник Харківського національного університету внутрішніх справ. – Харків, 2013. – № 1 (60). – C. 25–36.
- Сворак С. Д. Народовладний концепт у теорії та практиці марксизму-ленінізму / С. Д. Сворак // Вісник Харківського національного університету внутрішніх справ. – Харків, 2013. – № 3(62). – С. 6–14.
- Сворак С. Д. Народовладдя в історіографії українських юристів ХІХ – початку ХХ ст. / С. Д. Сворак // Митна справа : Науково-аналітичний журнал з питань митної справи та зовнішньоекономічної діяльності. – Ч. 2, кн. 1. – 2013. – № 1 (85). – С. 452–458.
- Сворак С. Д. Народовладний концепт у політико-правових поглядах М. П. Драгоманова: цивілізаційно-правовий вимір / С. Д. Сворак // Актуальні проблеми вдосконалення чинного законодавства України : зб. наук. праць. – Івано-Франківськ, 2013. – № 31. – С. 64–76.
- Сворак С. Д. Громадсько-федеративний принцип побудови української державності у політико-правових поглядах Івана Франка / С. Д. Сворак // Науковий вісник Львівського державного університету внутрішніх справ : серія юридична. – Львів, 2013. – № 1. – С. 107–115.
- Сворак С. Д. Державно-правові концепції Миколи Шлемкевича / С. Д. Сворак // Науковий часопис Національного педагогічного університету імені М. П. Драгоманова. Серія 18 : Економіка і право. – Київ, 2013. – Вип. 21. – С. 142–149.
- Сворак С. Д. Иосиф Покровский о народовластии и монархии у славянских народов / С. Д. Сворак // Науковий часопис Національного педагогічного університету імені М. П. Драгоманова. Серія 18 : Економіка і право. – Київ, 2013. – Вип. 22. – С. 201–206.
- Сворак С. Д. Проблеми демократії та народовладдя в теорії українського соціалізму Володимира Винниченка / С. Д. Сворак // Проблеми правознавства та правоохоронної діяльності : зб. наук. праць. – Донецьк, 2013. – № 1 (52). – С. 3–8.
- Сворак С. Д. Утвердження народовладного концепту у державно-правових поглядах та політичній діяльності Костя Левицького / С. Д. Сворак // Право і безпека : науковий журнал. – Харків, 2013. – № 2 (49). – С. 50–55.
- Сворак С. Д. Праці українських правників ХІХ – початку ХХ ст. як джерела дослідження концепту народовладдя / С. Д. Сворак // Наука і правоохорона. – Київ, 2013. – № 1 (19). – С. 327–333.
- Сворак С. Д. Трансформація народовладдя в Україні у контексті європейських цивілізаційних процесів Х–XVII століть / С. Д. Сворак // Форум права. – 2013. – № 1. – С. 864–869 [Електронний ресурс]. – Режим доступу : http://archive.nbuv.gov.ua/e-journals/FP/2013-1/13ccdvdc/pdf.
- Сворак С. Д. А. Малиновський про державно-правовий устрій України середньовіччя / С. Д. Сворак // Вісник Харківського національного університету внутрішніх справ. – Харків, 2014. – № 1(64). – С. 15–28.
- Сворак С. Д. Концепт народовладдя в українській національній ідеї: історико-правовий вимір / С. Д. Сворак // Право і безпека : науковий журнал. – Харків, 2014. – № 2 (53). – С. 14–18.
- Сворак С. Д. Концепція народовладдя козацької держави у політико-правових поглядах М. Грушевського / С. Д. Сворак // Вісник Львівського національного університету імені Івана Франка : серія юридична. – Львів, 2014. – Вип. 59. – С. 114–120.

Публікації в зарубіжних наукових виданнях:
- Сворак С. Д. И. А. Покровский о революционном переходе от монархии к народоправству / С. Д. Сворак // Вестник Карагандинского государственного университета имени академика Е. А. Букетова. Серия : право. – Караганда, 2013. – № 2 (70). – С. 48–52.
- Сворак С. Д. Трансформация концепта народовластия в государственно-правовых учениях анархизма Западной Европы, России и Украины / С. Д. Сворак // Вестник Белгородского юридического института МВД РФ. – Белгород, 2013. – № 2. – С. 120–125.
- Сворак С. Д. Народовластие Литовско-Русского государства в государственно-правовых взглядах белорусских и украинских ученых / С. Д. Сворак // Вестник Академии МВД Республики Беларусь : Научно-практический журнал. – Минск, 2013. – № 2 (26). – С. 220–223.
- Сворак С. Д. Проблемы народовластия в государственно-правовых взглядах А. Радищева / С. Д. Сворак // Вестник Волгоградской Академии МВД России. – Волгоград, 2014. – № 1 (28). – С. 31–35.
- Сворак С. Д. Концепция народовластия в либеральных государственно-правовых взглядах Богдана Кистяковского и Максима Ковалевского / С. Д. Сворак // Вестник Нижегородской Академии МВД России. – Нижний Новгород, 2014. – № 1 (25). – С. 64–68.
- Dr hab. Stepan Dmytrovich Svorak. M. Wladimirski-Budanow i G. Wiernadski o ewolucji demokracyi bialorusko-ukrainskiego panstwa w X–XV w. / S. D. Svorak // Przegląd Policyjny. – ROK XXIV. Szczytno, 2014. – № 1 (113). – S. 57–65.

Публікації в інших наукових виданнях:
- Політико-правова спадщина України: кримінально-правовий вимір у період козацької держави Богдана Хмельницького /С. Д. Сворак, П. Л. Фріс // Держава і закон : теорія, практика, методика : зб. наук. праць. – Вип. ІІІ. – Івано-Франківськ : ПЮІ ЛьвДУВС, 2008. – С. 3–11.
- Штрихи до політичного світогляду Михайла Грушевського / І. П. Макаровський, М. Ф. Москалюк, С. Д. Сворак // Українська національна ідея. Дослідження, переклади, публікації. – Вип. VIII. – Івано-Франківськ, 2004. – С. 5–22.
- Сталінська тоталітарно-репресивна система влади / С. Д. Сворак, М. Ф. Москалюк // Політична система України : проблеми становлення і розвитку : монографія / за ред. В. І. Кафарського. – К. : Центр учбової літератури, 2008. – С. 197–235.
- Політична діяльність гетьмана Івана Мазепи : монографія / В. М. Голобін [та ін.] ; Івано-Франківський національний технічний ун-т нафти і газу, Прикарпатський національний ун-т ім. Василя Стефаника, Івано-Франківський осередок Наукового товариства ім. Т. Г. Шевченка. – Івано-Франківськ : Прикарпат. нац. ун-т, 2009. – 179 с.
- Кость Левицький: політик, громадський діяч, правник (1859–1941) : наукова монографія / І. О. Андрухів, С. Д. Сворак, В. В. Ковалик. – Надвірна : ЗАТ «Надвірнянська друкарня», 2009. – 104 с.
- Демократія, економічна свобода та економічний порядок / С. Д. Сворак // Національна економіка : навч. посіб. / за заг. ред. О. В. Носової. – Київ : Центр учбової літератури, 2013. – С. 73–82.